# 소울 트레인 뮤직 어워드
소울 트레인 뮤직 어워드(Soul Train Music Awards)는 흑인 최고의 음악과 엔터테인먼트에 상을 수여하는 미국에서 매년 열리는 시상식이다. 소울 트레인이라는 이름의 유래는 알앤비와 소울 가수들이 출연해 음악 공연을 펼치는 프로그램 《소울 트레인》에서 따왔다. 특별한 경우가 없다면 시상식은 보통 2월, 3월, 4월에 열렸지만, 지금은 11월 마지막 주(추수감사절이 있는 주)에 열린다.
지금까지 시상식 진행자들은 루서 밴드로스, 디온 워윅, 패티 라벨, 윌 스미스, 바네사 윌리엄스, 글래디스 나이트와 같은 알앤비계의 거장들이였다.
소울 트레인 뮤직 어워드의 트로피는 1987년 시작된 이후로 아프리카 의식 마스크를 특징으로한다. 알앤비 가수 자넷 잭슨은 여자 가수로는 가장 많은 소울 트레인 뮤직 어워드 수상 기록을 보유하고 있다. 자넷의 오빠 마이클 잭슨은 남자 가수로서의 기록 뿐만 아니라 가수로서 대부분 기록을 가지고있는데, 자넷 잭슨보다 7번의 수상을 더했다. 마이클은 총 20번의 수상 기록을 가지고있고, 자넷 잭슨은 13번의 수상 기록을 가지고있다. 알앤비 가수 알 켈리는 총 22번 후보로 지명되면서 가장 많은 후보에 오른 기록을 가지고있다.
2009년에는 애틀랜타 조지아 월드콩그랜스센터에서 시상식이 열렸는데, 22년만에 처음으로 로스앤젤레스 이외 지역에서 열린 것이다.

## 시상 부문
- 올해의 최우수 알앤비/소울 앨범
- 올해의 최우수 알앤비/소울 노래
- 최우수 신인상
- 최우수 알앤비/소울 랩 뮤직 비디오
- 최우수 여자 알앤비/소울 앨범
- 최우수 남자 알앤비/소울 앨범
- 최우수 그룹 밴드, 듀오 알앤비/소울 앨범
- 최우수 여자 알앤비/소울 싱글
- 최우수 남자 알앤비/소울 싱글
- 최우수 그룹, 밴드, 듀오 알앤비/소울 싱글
- 최우수 가스펠 앨범
- 최우수 재즈 앨범
- 최우수 랩 앨범
- 최우수 인디팬던트 알앤비/소울 가수/그룹 (2012년부터 추가됨)

### 특별 상
- Quincy Jones Award for Career Achievement
- Heritage Award - Career Achievement
- Sammy Davis Jr. Award for Entertainer of the Year
- Artist of the Decade Award - for Extraordinary Artistic Achievements
- Stevie Wonder Award for Outstanding Achievements in Song Writing
- Legend Award

### 폐지된 부문
- 최우수 알앤비/소울 랩 댄스 스피릿상
- 최우수 랩 싱글
- 최우수 솔로 가스펠 앨범
- 최우수 그룹/밴드 가스펠 앨범
- 최우수 솔로 재즈 앨범
- 최우수 그룹/밴드 재즈 앨범

## 수상/후보 기록
가장 많은 수상자
|          | 1위         | 2위       | 3위                                   | 4위                   |
| -------- | ----------- | --------- | ------------------------------------- | --------------------- |
| 아티스트 | 마이클 잭슨 | 자넷 잭슨 | 비욘세 머라이어 캐리 앨리샤 키스 어셔 | 알 켈리 아니타 베이커 |
| 총 수상  | 20          | 13        | 9                                     | 8                     |

가장 많은 후보
|          | 1위     | 2위                | 3위              | 4위  | 5위           |
| -------- | ------- | ------------------ | ---------------- | ---- | ------------- |
| 아티스트 | 알 켈리 | 메리 제이 블라이즈 | 비욘세 자넷 잭슨 | 어셔 | 휘트니 휴스턴 |
| 총 후보  | 22      | 20                 | 19               | 18   | 17            |